# Эгле, Рудольф
Ру́дольф Э́гле (латыш. Rūdolfs Egle, в Российской империи и в СССР Рудольф Карлович Эгле; 17 (29) апреля 1889, Мазвасарауджи, Друвиенская волость — 17 декабря 1947, Рига) — латвийский литературовед и переводчик. Брат Карла Эгле.
Учился в Рижском коммерческом училище А. Кениньша (1906—1910), Дрезденской консерватории (1910—1911), Рижском политехническом институте (отделение коммерции, 1911—1914), но ни в одном из них не окончил курса и диплома не получил. С началом Первой мировой войны эвакуировался в Петроград, был одним из соредакторов латышской газеты «Jaunās Pēterpils Avīzes» (1915—1916, с А. Гулбисом). С 1917 г. работал в отделении славянских литератур Библиотеки Российской академии наук, в 1918—1922 гг. заведующий отделом.
В 1922 г. вернулся в Латвию, работал в Фонде культуры, с 1929 г. его председатель. В 1922—1931 гг. вместе с братом Карлисом редактировал первый латышский книговедческий и библиографический журнал «Latvju grāmata». В 1926—1929 и 1931—1932 гг. председатель профсоюза писателей и журналистов. В 1935—1940 гг. руководил собственной литературной студией.
В 1940—1941 гг. принимал активное участие в создании и работе Союза писателей Латвийской ССР. В годы немецкой оккупации Риги провёл несколько месяцев в заключении. По окончании Второй мировой войны с 1944 г. и до конца жизни заведовал кафедрой теории литературы филологического факультета Латвийского университета. В 1945 г. получил учёную степень кандидата филологических наук, с 1946 г. профессор. Одновременно с 1946 г. заместитель директора Института языка и литературы АН ЛССР по научной работе.
Дебютировал в печати в 1908 г., опубликовав стихотворение в газете «Dzimtenes Vēstnesis». В межвоенный период был одним из авторов и редакторов энциклопедии «Latviešu konversācijas vārdnīса» (1927—1940), вместе с А. Упитом написал «Историю мировой литературы» (латыш. Pasaules rakstniecības vēsture; 1930—1934, в 4 томах). Составил и откомментировал собрания сочинений Э. Вейденбаума, Я. Порука, К. Скалбе, М. Ю. Лермонтова (1945—1946), Г. Гейне (1948), антологию «Латвийская лирика» (латыш. Latvju lirika; 1934), первый том собрания сочинений Шекспира (1938). Перевёл на латышский языки роман Лермонтова «Герой нашего времени» (1927), произведения Шекспира, Ги де Мопассана, Уолта Уитмена и др.
Избранные критические и литературоведческие работы Эгле собраны в книге «Статьи о литературе» (латыш. Raksti par literatūru; 1989, сост. Э. Дамбурс, предисловие и библиография С. Сирсоне).
Жена (с 1914 г.), Эльза Эгле (1888—1950) — переводчица, перевела на латышский язык многие произведения Максима Горького, а также романы А. Кронина, рассказы А. И. Куприна и др.